# Samarinovac (gmina Negotin)
Samarinovac (cyr. Самариновац) – wieś w Serbii, w okręgu borskim, w gminie Negotin. W 2011 roku liczyła 437 mieszkańców.